# Wang Chung
Gli Wang Chung sono un gruppo musicale new wave britannico, formatosi nel 1980.

## Storia
La formazione storica era composta dal cantante Jack Hues e il bassista Nick Feldman assieme a Darren Costin (batteria) e Dave Burnand (sax). Nel 2016 Jack Hues ha abbandonato il gruppo ed è stato sostituito da Gareth Moulton, ex chitarrista del gruppo Cutting Crew. Il 16 agosto 2018 al W-Festival di Mont-de-l'Enclus, in Belgio, è ritornato Jack Hues come solista per una sola data.
I singoli di maggior successo sono Dance Hall Days, Everybody Have Fun Tonight e Let's Go!, tutte canzoni registrate negli anni ottanta. Nel 1985, per il regista William Friedkin, hanno realizzato la colonna sonora del film Vivere e morire a Los Angeles.

## Formazione

### Formazione attuale
- Gareth Moulton – voce, chitarra elettrica (2016-presente)
- Nick Feldman – basso, chitarra elettrica, cori (1980-1990, 1997-presente)

### Ex componenti
- Jack Hues – voce, chitarra elettrica (1980-1990, 1997-2016, 2018)
- Darren Costin – batteria (1980-1985)
- Dave Burnand – sax (1980-1982)

### Turnisti[1]
- Bryan Hitt – batteria (1986-1989)
- Debra Dobkin – percussioni, cori (1986-1989)
- Mikal Reid – chitarra elettrica, cori (1986-1989)
- Martin Winning – sax (1986-1989)
- Graeme Pleeth – tastiere, cori (1986-1987)
- Jeff Naideau – tastiere, cori (1987-1989)

## Discografia

### Album in studio
- 1982 – Huang Chung
- 1983 – Points on the Curve
- 1986 – Mosaic
- 1989 – The Warmer Side of Cool
- 2010 – Abducted by the 80's
- 2012 – Tazer Up!
- 2019 – Orchesography

### Colonne sonore
- 1985 – To Live and Die in L.A.

### Raccolte
- 1997 – Everybody Wang Chung Tonight: Wang Chung's Greatest Hits
- 2002 – 20th Century Masters - The Millennium Collection: The Best of Wang Chung

### Singoli
- 1980 – Isn't It About Time We Were On TV
- 1980 – Stand Still
- 1981 – Hold Back the Tears
- 1982 – Ti Na Na
- 1982 – China
- 1982 – Dance Hall Days (versione originale)
- 1983 – Don't Be My Enemy
- 1984 – Don't Let Go
- 1984 – Dance Hall Days (riedizione)
- 1984 – Wait
- 1985 – To Live and Die in L.A.
- 1985 – Fire in the Twilight
- 1986 – Everybody Have Fun Tonight
- 1987 – Let's Go
- 1987 – Hypnotize Me
- 1989 – Praying to a New God
- 1997 – Space Junk
- 1997 – Dance Hall Days (riedizione)
- 2011 – Rent Free